# Physiomorphus melanarus
Physiomorphus melanarus là một loài bọ cánh cứng trong họ Mycteridae. Loài này được Champion mô tả khoa học năm 1916.